# Hệ thống hỗ trợ sự sống cơ bản

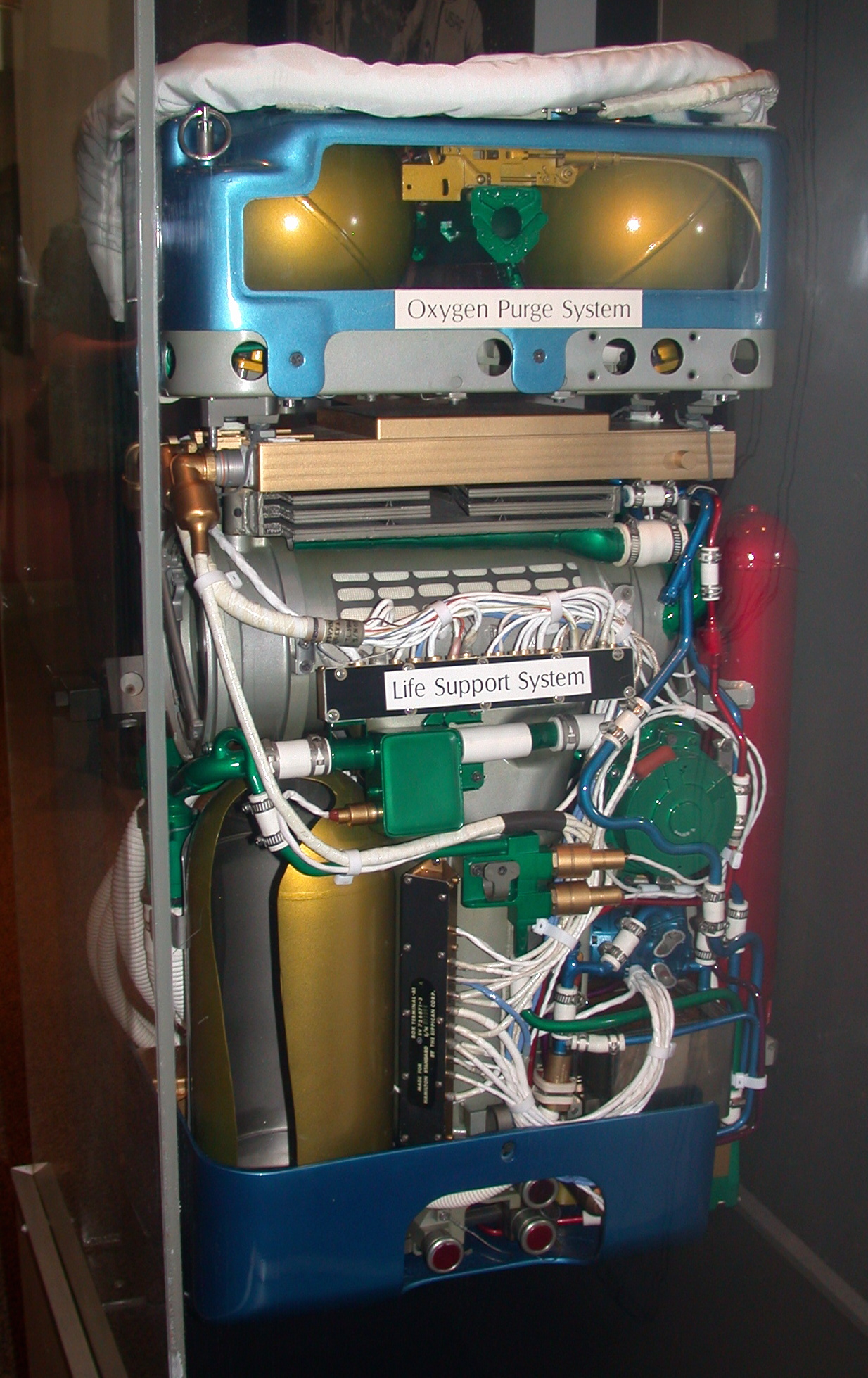
Một hệ thống hỗ trợ sự sống di động từ bộ đồ Apollo A7L, với lớp vỏ ngoài đã được tháo ra

Hệ thống hỗ trợ sự sống cơ bản (hay di động; tiếng Anh: Primary (hay portable hay personal) life support system) là một thiết bị được kết nối với bộ đồ vũ trụ của phi hành gia, cho phép các hoạt động ngoài tàu vũ trụ diễn ra một cách tự do nhất, độc lập với hệ thống hỗ trợ sự sống của phi thuyền. PLSS thường được đeo như một chiếc ba lô. Các chức năng của PLSS gồm có 
- Điều chỉnh áp suất của bộ đồ
- Cung cấp oxy để thở
- Loại bỏ carbon dioxide, độ ẩm, mùi hôi và chất gây ô nhiễm khỏi quá trình hít thở oxy
- Làm mát và tuần hoàn oxy thông qua bộ quần áo áp suất, và nước thông qua quần áo làm mát và thông gió bằng chất lỏng (liquid cooling and ventilation garment) hoặc Lớp áo làm mát bằng chất lỏng (liquid cooling garment).
- Giao tiếp hai chiều bằng giọng nói
- Hiển thị hoặc đo từ xa các thông số sức khỏe của bộ đồ
- Dữ liệu đo từ xa chỉ số sức khỏe trực tiếp của người đeo (ví dụ như nhịp tim)

Chức năng xử lý không khí của PLSS tương tự như thiết bị thở tuần hoàn (rebreather), ở chỗ khí thở ra được tái tạo thành khí thở theo một vòng khép kín.
Khi sử dụng trong môi trường vi trọng lực, thường thiết bị cần có một hệ thống đẩy riêng để đảm bảo an toàn và điều khiển do không có kết nối vật lý nào với tàu vũ trụ.

## PLSS của Apollo

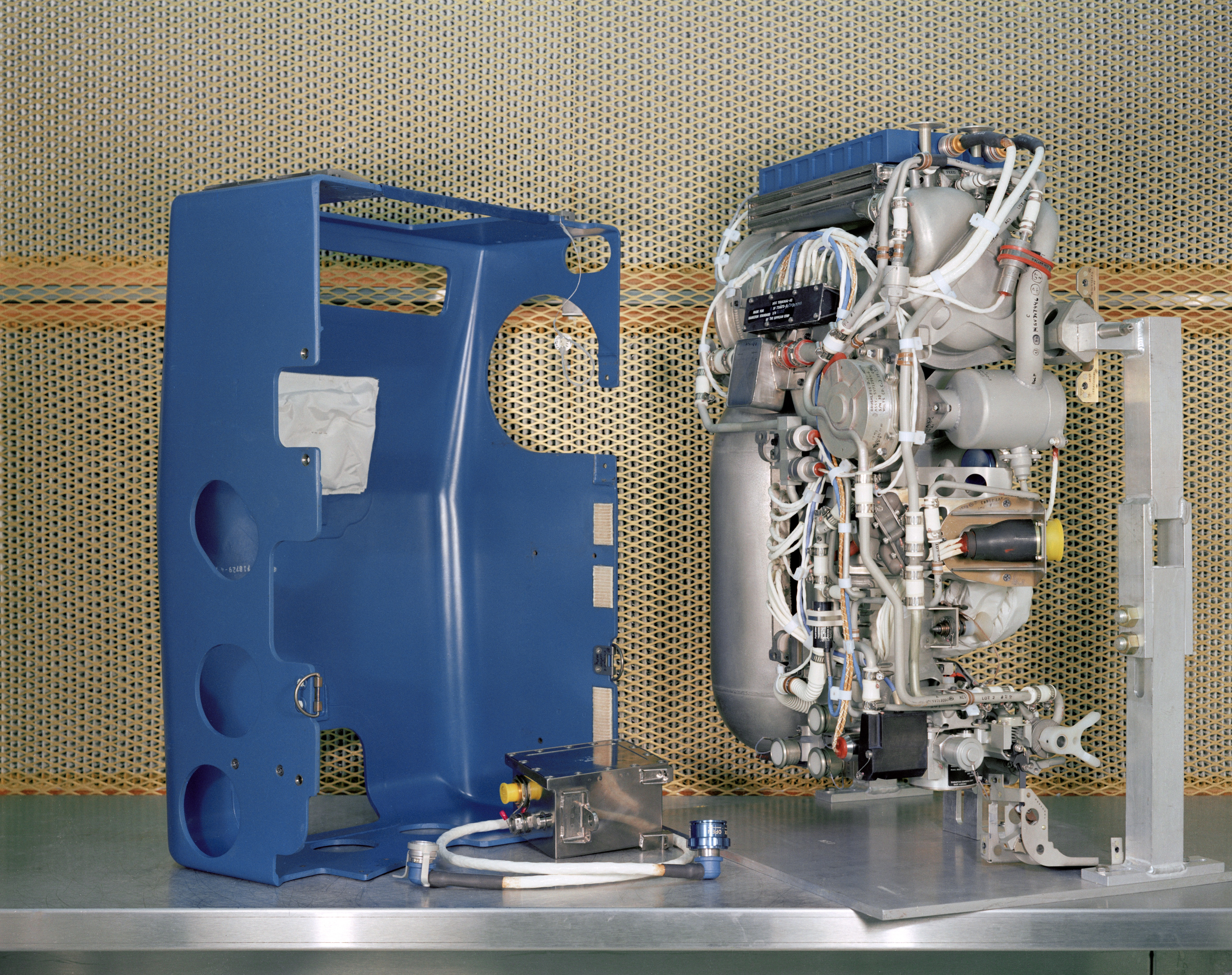
Bên trong PLSS của Apollo

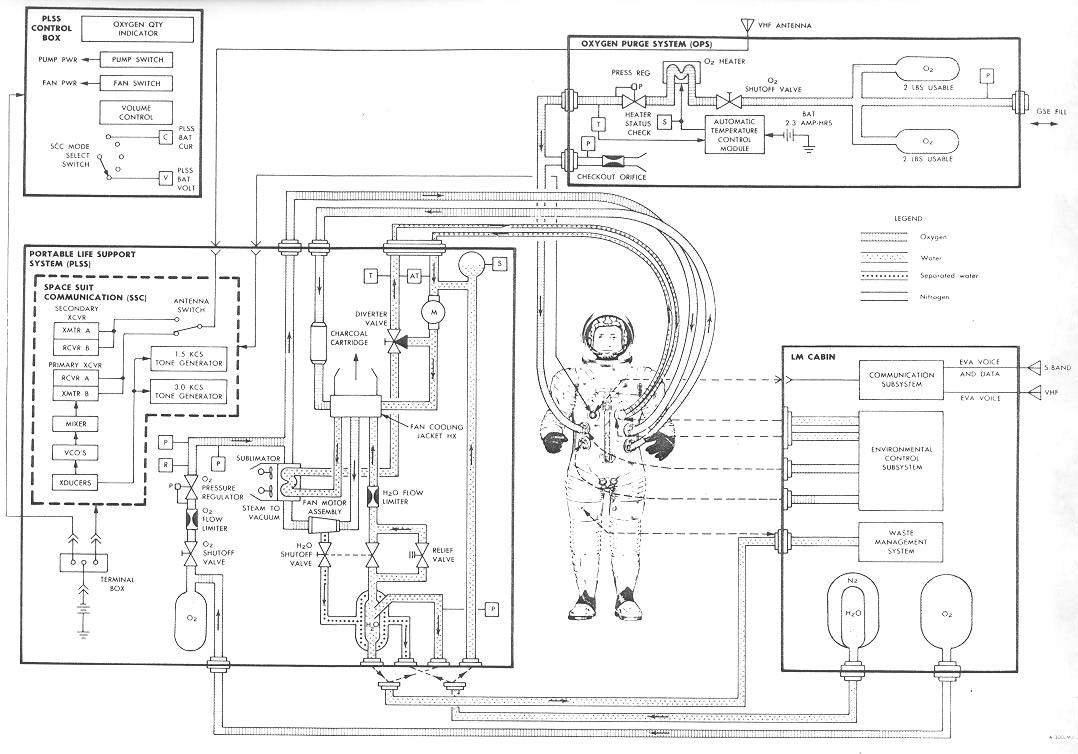
Sơ đồ PLSS của A7L và OPS, có khớp nối tới phi hành gia và cabin Mô-đun Mặt Trăng

Hệ thống hỗ trợ sự sống di động dùng trong các sứ mệnh hạ cánh xuống Mặt Trăng của chương trình Apollo sử dụng lithium hydroxide để loại bỏ carbon dioxide khỏi không khí thở và tuần hoàn nước theo một vòng không khép kín thông qua một liquid cooling garment, đẩy nước vào không gian, nơi nước biến thành tinh thể băng. Một phần nước cũng được dùng để loại bỏ nhiệt lượng dư thừa từ không khí thở của phi hành gia và được thu thập để đổ vào bể chứa nước thải của tàu vũ trụ sau khi thực hiện EVA. PLSS còn chứa một máy thu phát vô tuyến và ăng-ten để liên lạc, được truyền qua hệ thống liên lạc của tàu vũ trụ về Trái Đất. Hệ thống điều khiển PLSS được lắp trong Bộ Điều khiển Từ xa (Remote Control Unit, RCU) gắn trên ngực phi hành gia. Oxy và nước có thể được nạp lại cho nhiều lần EVA từ hệ thống kiểm soát môi trường của tàu vũ trụ.
Thời gian EVA trên bề mặt Mặt Trăng cho bốn nhiệm vụ đầu tiên (Apollo 11 đến 14) bị giới hạn trong 4 giờ, với oxy được lưu trữ ở mức 1.020 pound trên inch vuông (7,0 MPa), 3,0 pound (1,4 kg) lithium hydroxide, 8,5 pound (3,9 lít) nước làm mát và pin 279 watt giờ. Đối với các sứ mệnh mở rộng từ Apollo 15 đến 17, thời gian EVA được tăng gấp đôi lên 8 giờ bằng cách nâng mức oxy lên 1.430 pound trên inch vuông (9,9 MPa), lithium hydroxide lên 3,12 pound (1,42 kg), nước làm mát tới 11,5 pound (5,2 lít) và dung lượng pin tới 390 watt giờ.
Một hệ thống dự phòng khẩn cấp được lắp đặt trong trường hợp hệ thống chính bị hỏng, thông qua một thiết bị riêng biệt gọi là Hệ thống Thanh lọc Oxy (Oxygen Purge System, OPS) gắn phía trên PLSS, ngay đằng sau mũ bảo hiểm của phi hành gia. OPS duy trì áp suất bộ đồ và loại bỏ carbon dioxide, nhiệt và hơi nước thông qua luồng không khí một chiều liên tục thoát ra không gian. Khi kích hoạt, OPS sẽ cung cấp oxy cho một đầu vào riêng biệt trên bộ đồ áp suất sau khi van thông hơi trên đầu ra riêng biệt của bộ đồ được mở thủ công. OPS cung cấp tối đa khoảng 30 phút oxy khẩn cấp để thở và làm mát.  Thời gian này có thể kéo dài thêm từ 75 đến 90 phút với ống dẫn "hệ thống bạn đồng hành" (buddy system) sử dụng hệ thống PLSS đang hoạt động của phi hành gia khác (chỉ) để làm mát. Điều này cho phép van thông hơi được đóng một phần để giảm lưu lượng oxy. 
PLSS cao 26 inch (66 cm), rộng 18 inch (46 cm) và dày 10 inch (25 cm). Nó đã được thử nghiệm tại Trung tâm Chuyến bay Houston bởi một nhân viên làm việc cho Hamilton Standard và nhiều phi hành gia khác trong các bể sức nổi trung tính tại Dallas. Thiết bị này được thử nghiệm lần đầu tiên trong không gian bởi Rusty Schweickart trong một cuộc stand-up EVA trên quỹ đạo Trái Đất trong sứ mệnh Apollo 9. PLSS của ông nặng 84 pound (38 kg) trên Trái Đất, nhưng chỉ có 14 lb (tương đương với trọng lượng Trái Đất là 6,4 kg ) trên Mặt Trăng. OPS nặng 41 pound (19 kg) trên Trái Đất (6,8 lb (tương đương với trọng lượng Trái Đất là 3,1 kg ) trên Mặt Trăng). 

## PLSS của Tàu con thoi/Trạm vũ trụ Quốc tế
Các hệ thống tương tự đã được những phi hành gia Tàu con thoi sử dụng và hiện đang được dùng bởi các phi hành đoàn trên Trạm vũ trụ quốc tế.
Hệ thống hỗ trợ sự sống cơ bản cho bộ đồ EMU dùng trên Tàu con thoi và Trạm vũ trụ Quốc tế được sản xuất bởi Hamilton Sundstrand. Nó được gắn vào mặt sau của bộ phận Hard Upper Torso (HUT).
Oxy, carbon dioxide và hơi nước được hút từ các đầu của bộ đồ bằng liquid cooling and ventilation garment, hay LCVG, rồi đưa khí đến PLSS. Khi khí đi vào PLSS, than hoạt tính sẽ khử mùi và lithium hydroxide (LiOH) loại bỏ carbon dioxide. Tiếp theo, khí đi qua một chiếc quạt có lưu lượng khoảng sáu feet khối mỗi phút. Sau đó, thiết bị thăng hoa (sublimator) sẽ ngưng tụ hơi nước, hơi nước này sẽ được loại bỏ bằng "máy hút" và máy phân tách dạng xoay (rotary separator). Nước bị loại bỏ được lưu trữ và dùng để bổ sung nguồn nước cung cấp cho LCVG. Máy thăng hoa cũng làm mát lượng oxy còn lại xuống khoảng 55 °F (13 °C). Một máy cảm biến lưu lượng theo dõi lưu lượng dòng chảy.
Khi cần thiết, oxy bổ sung sẽ được thêm vào dòng chảy từ bể chứa, phía hạ lưu của cảm biến lưu lượng. Sau đó, oxy được đưa trở lại bộ đồ ở phía sau đầu, nơi oxy tràn xuống khuôn mặt của phi hành gia. Bộ đồ được thiết kế để đảm bảo người mặc có thể hít lượng oxy tươi nhất bằng cách cung cấp oxy cho mũ bảo hiểm và lấy khí từ các đầu.
Áp suất hoạt động của bộ đồ du hành vũ trụ được duy trì ở mức 4,3 psi (30 kPa) (0,3 atm ~ một phần ba áp suất khí quyển Trái Đất) trong các hoạt động ngoài tàu vũ trụ, và 0,7 psi (4,8 kPa) so với áp suất bên ngoài khi ở chế độ bên trong tàu vũ trụ (hay nói cách khác là bên trong tàu vũ trụ được điều áp).

## Các công nghệ đang phát triển
Các công nghệ đang được xem xét để ứng dụng cho PLSS trong tương lai bao gồm hấp thụ dao động áp suất (PSA), một quy trình mà CO
2 có thể được tách khỏi khí hiệu quả hơn và thông qua một quy trình lặp lại, trái ngược với các bình LiOH hiện tại, vốn trở nên bão hòa sau mỗi lần sử dụng và chỉ giới hạn trong khoảng tám giờ. Bằng cách tái tạo chất hấp thụ trong quá trình EVA, kích thước và trọng lượng của bình chứa chất hấp thụ có thể được giảm đáng kể. PSA thực hiện điều này bằng cách thải CO
2 và hơi nước vào không gian.